# Iglesia del Cordón
La Iglesia de Nuestra Señora del Carmen la Mayor, popularmente conocida como la Iglesia del Cordón, es un templo católico ubicado en el barrio Cordón de Montevideo.

## Historia

Templo demolido

La primera capilla se inauguró en 1805, luego de que el sacerdote de la Iglesia Matriz le notificará al Cabildo de Montevideo la carencia de lugares religiosos extramuros. En 1835 fue elevada a la condición de parroquia, y en 1865 se colocaría la piedra fundamental del nuevo templo a inaugurarse  en 1870, el cual se veria seriamente afectado por un incendio la noche del 12 de diciembre de 1908 por lo que sería demolido, levantándose en su lugar el actual edificio finalizado en los años veinte. En el periodo 1874-1890, su párroco fue monseñor Mariano Soler, el futuro primer arzobispo de Montevideo.
El templo como lo conocemos en la actualidad, fue culminado en 1924, tras la demolición del edificio construido en 1870. La obra fue diseñada por el arquitecto Elzeario Boix en estilo neorrománico. Está dedicado a Nuestra Señora del Carmen, una devoción muy popular de la Virgen María. En el interior también se encuentra un altar dedicado a San José de Cupertino, patrón de los estudiantes pobres.
En el exterior se aprecia un crucero gallego del siglo XV, el más antiguo del Uruguay.